# 長頜棱鯷
长颌棱鳀（学名：Thryssa setirostris），俗名突鼻仔、含西，为鳀科棱鳀属的鱼类。分布于非洲东岸、红海、印度、马来亚、菲律宾、印度尼西亚、玻里尼西亚、台湾岛以及南海和东海等。该物种的模式产地在太平洋，Tanna岛、新赫布里底群岛附近。

## 分布
本魚廣泛分布印度太平洋區，包括東非、馬達加斯加、紅海、波斯灣、模里西斯、塞席爾群島、斯里蘭卡、印度、孟加拉灣、安達曼海、泰國、越南、馬來西亞、印尼、菲律賓、中國沿岸、台灣、日本、新幾內亞、澳洲北部等海域。

## 特徵
本魚體側扁。口窄小，口裂短，上頜特別延長，後端超過腹鰭。腹緣稜鱗延續達肛門，數目約在27枚左右。體側和腹部銀白色，體背緣青綠色。靠近鰓蓋上方有一暗色斑塊。背鰭青黃色。胸鰭、尾鰭黃色，尾鰭後緣微黑。腹鰭、臀鰭淡色。背鰭有軟條13至14枚，臀鰭有軟條31至34枚。體長可達18公分。

## 生態
本魚生活於沿岸水域，以濾食浮游生物維生。

## 經濟利用
體薄肉小，通常曬成魚乾食用。本魚在孟加拉灣產量豐富，是當地相當重要的食用魚。